# Pieni-Hukkanen (sjö i Kuusamo, Norra Österbotten, Finland)
Pieni-Hukkanen är en sjö i Finland. Den ligger i kommunen Kuusamo i landskapet Norra Österbotten, i den nordöstra delen av landet, 600 km norr om huvudstaden Helsingfors. Pieni Hukkanen ligger 260,5 meter över havet. Arean är 49,3 hektar och strandlinjen är 3,73 kilometer lång. Sjön  ingår i Ijo älvs huvudavrinningsområde. 